# Karácsonyi János
Karácsonyi János (Gyula, 1858. december 15. – Nagyvárad, 1929. január 1.) magyar történész, szentszéki bíró, vovádriai címzetes püspök és nagyváradi nagyprépost, egyetemi tanár, az MTA rendes tagja.

## Életútja
Karácsonyi János szülei id. Karácsony János (1825–1898) örmény származású szűcsmester és Papp Terézia (1832–1916) voltak. Római katolikus teológiai tanulmányait Budapesten végezte. 1882-ben szentelték pappá. A nagyváradi püspöki líceumban az egyháztörténet és egyházjog tanára.
1896-ban a Magyar Tudományos Akadémia levelező, 1904-ben rendes tagja, 1927-ben pedig az MTA III. nyelvtudományi és szépirodalmi osztályának rendes tagja lett.
1904–45-ben a budapesti egyetem hittudományi karának tanára, 1905-től nagyváradi I. számú őrkanonok, 1916-ban vovádriai címzetes püspökké, 1923-ban nagyváradi I. számú nagypréposttá nevezték ki. 1928-29 között ő irányította az Erdélyi Katolikus Akadémia alapszabályának összeállítását. Tagja volt a Kemény Zsigmond Társaságnak.

## Munkássága
A Századok budapesti történelmi szakfolyóirat munkatársa, cikkeit közölte a Pásztortűz (1925), a Vakációi Levél (1926-27). Tudásban, módszerben és termékenységben nemzedékének egyik kiemelkedő történetírója.
Tárgyilagos oknyomozással szólt hozzá a magyar és székely eredetkérdés, a honfoglalás, a nemzetségek problémájához vagy középkori okleveleink forráskritikájához, az Árpád-házi királyok birtokviszonyaihoz; a történelmi személyiségek közül Géza fejedelemről, I. István és I. László, valamint Kun László magyar királyokról, az árgyesi püspökség történetéről, Hunyadi Jánosról és II. Rákóczi Ferencről értekezett. Ő döntötte meg véglegesen a Szilveszter-bulla hitelességét.

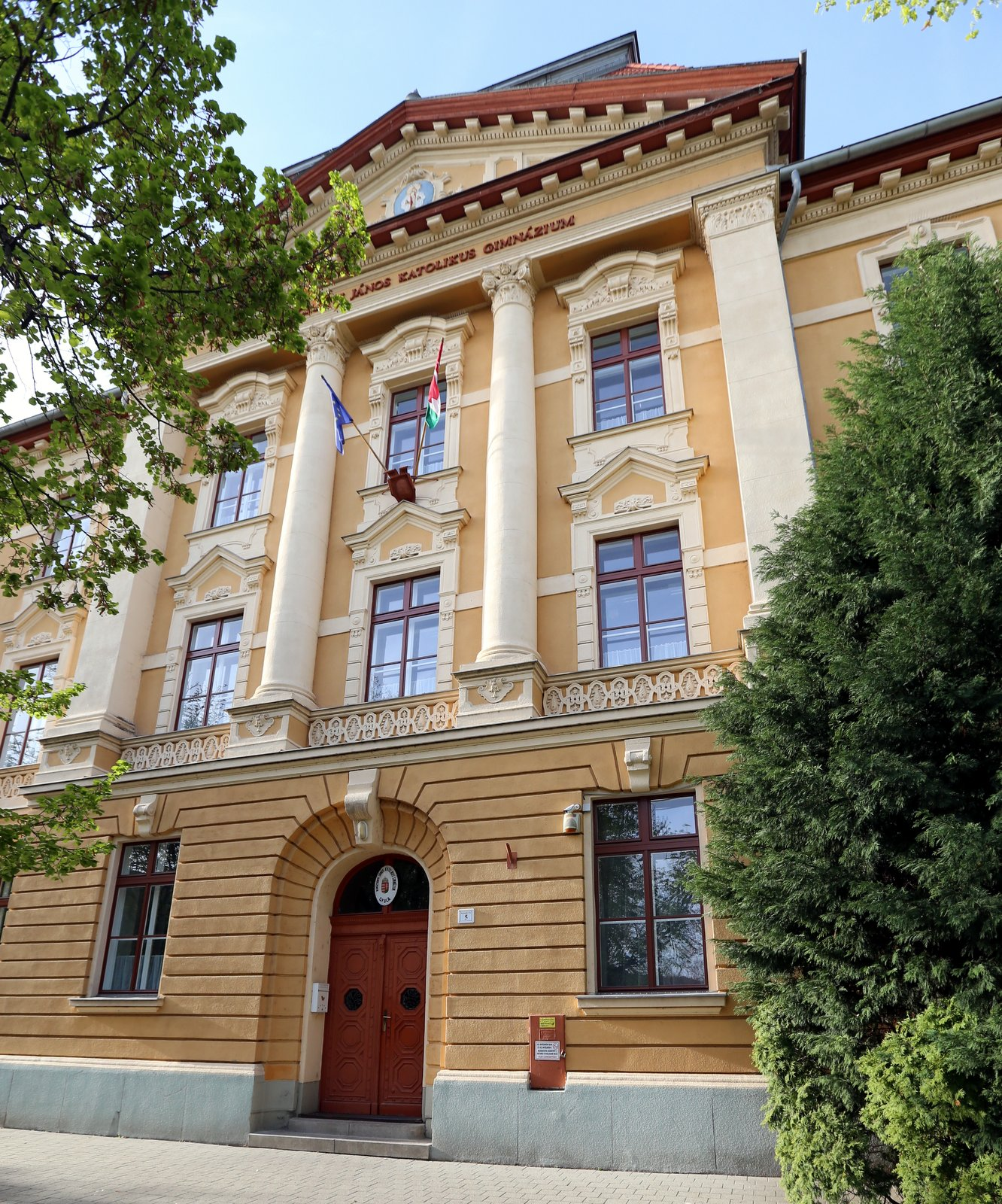
Karácsonyi Jánosról elnevezett gimnázium Gyulán

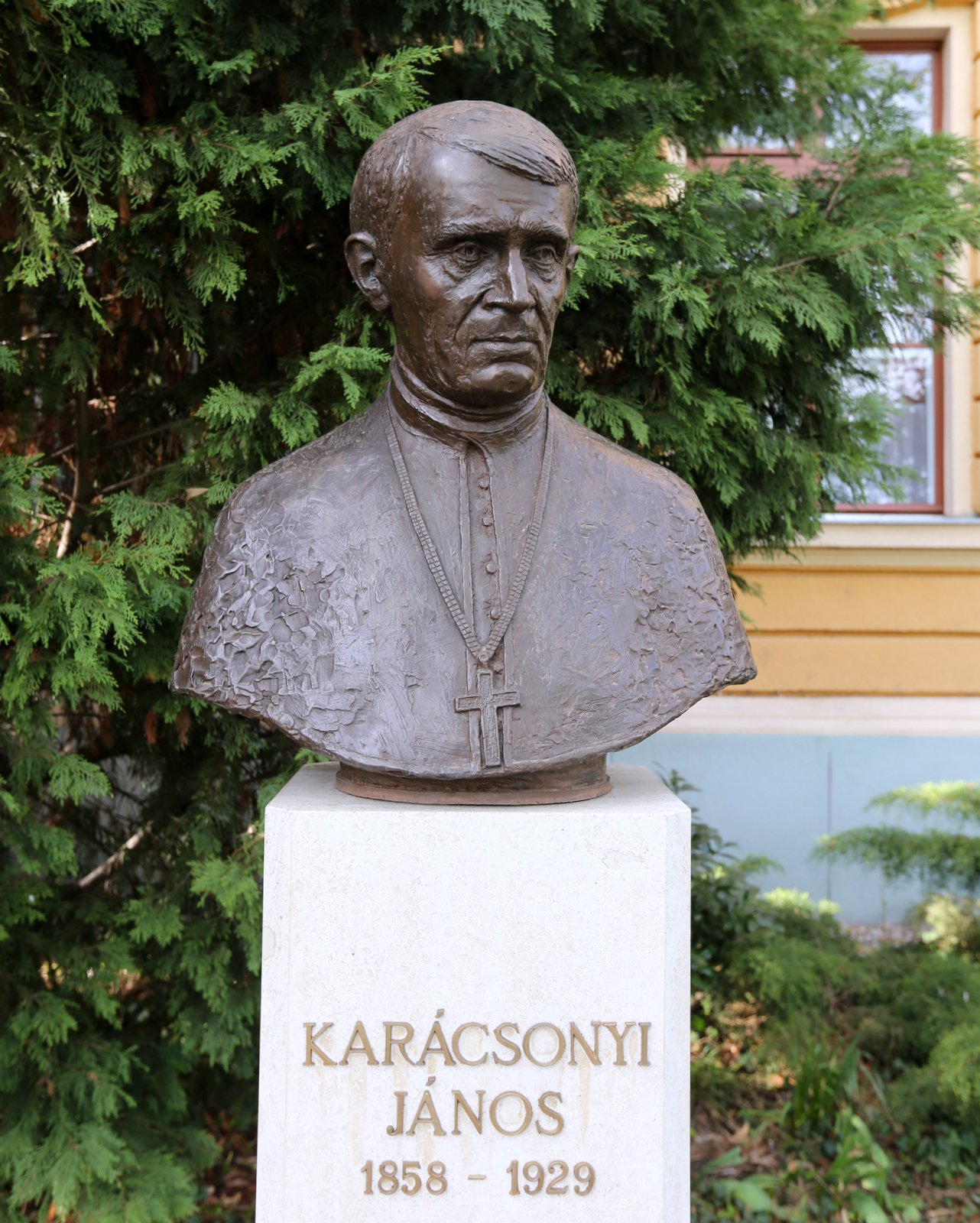
Szobra Gyulán, a róla elnevezett gimnázium előtt

## Egyesületi tagságai
- a Szent István Akadémia rendes tagja
- a Magyar Heraldikai és Genealógiai Társaság választmányi tagja
- a Magyar Történelmi Társulat választmányi tagja
- a Magyar Néprajzi Társaság választmányi tagja
- az Országos Régészeti és Embertani Társulat választmányi tagja
- a Magyar Nyelvtudományi Társaság választmányi tagja
- a biharmegyei és nagyváradi Régészeti és Történelmi Egylet alelnöke
- a budapesti tudományegyetem hittudományi karának doktora
- Az MTA tagja (levelező tag: 1896. május 15, rendes tag: 1904. május 13)

## Művei
- Mese-e vagy valóság? Turul, 8, 1890
- Magyarország és a nagy nyugati egyházszakadás. Nagyvárad, 1885
- Szent Gellért, csanádi püspök élete és művei. Budapest, 1887
- Szent-István király oklevelei és a Szilveszter-bulla : diplomatikai tanulmány. Budapest, 1891
- Békésvármegye története. I-III. Gyula, 1896
- Oklevélkivonatok a szentmiklósi és óvári gróf Pongrácz család levéltárából. Történelmi Tár, 1896
- Bethlen Gábor erdélyi fejedelem ősei. Turul, 15, 1897
- A puszta-szeri monostor kegyurai. Budapest, 1897
- A báró Wesselényi család eredeti czímere. Turul, 17, 1899
- Az aranybulla. Budapest, 1899
- A magyar nemzetségek a XIV. század közepéig. I-III. Budapest, 1900–1904
- Hamis, hibáskeltű és keltezetlen oklevelek jegyzéke 1400-ig. Budapest, 1902
- Az időrendbe szedett váradi tüzesvaspróba-lajstrom. (Borovszky Samuval) Budapest, 1903 Online
- A székelyek eredete és Erdélybe való letelepítése
- Szent István oklevelei és a Szilveszter-bulla
- Szent István király élete. Budapest, 1904
- Az első Lónyaiak. Budapest, 1904
- A székelyek eredete és Erdélybe való települése. Budapest, 1905
- Hogyan lett Szent István koronája a magyar szent korona felső részévé. Budapest, 1907
- Kik voltak s mikor jöttek hazánkba a böszörmények vagy izmaeliták?. Budapest, 1913
- A moldvai csángók eredete. Századok, 1914
- Szent László meghódítja a régi Szlavóniát. Budapest, 1916
- Magyarország egyháztörténete főbb vonásaiban 970-től 1900-ig. Nagyvárad, 1915; Harmadik kiadás. Veszprém, 1929
- The Historical Right of the Hungarian Nation to its Territorial Integrity. Budapest-London-New York, 1920 Online
- Szent Ferenc rendjének története Magyarországon. I-II., 1922
- A magyar nemzet honalapítása 896-997-ig, 1924
- A magyar nemzet őstörténete 896-ig, Nagyvárad, 1924
- Gróf Mailáth Gusztáv, Erdélyi püspök származása. Kolozsvár, 1925
- Szent Gellért csanádi püspök és vértanu élete. Budapest, 1925
- A magyar nemzet honalapítása 896-997-ig. Nagyvárad, 1925
- A magyar nemzet áttérése a nyugati kereszténységre 997-1095. Nagyvárad, 1926
- Új adatok és új szempontok a székelyek régi történetéhez. Kolozsvár, 1927. (Erdélyi Tudományos Füzetek 8.)

## Emlékezete
- Karácsonyi János Honismereti Egyesület (Békéscsaba, 1991–)[6]
- Névadója a gyulai Karácsonyi János Római Katolikus Gimnázium, Általános Iskola, Óvoda és Kollégium nevű intézménynek
- Gyulán utcát is neveztek el róla
- Nagyváradon utcát neveztek el róla (ma Olimpiadei utca)